# 喻世明言
《喻世明言》，原名《古今小说》，又称《全像古今小说》，是中国明末清初作家冯梦龙编撰的小说集，大约出版于明朝泰昌、天启年间（1621年左右）。 与其后出版的《警世通言》、《醒世恒言》被称作“三言”。更與后来凌濛初在“三言”的直接影响下撰写的两部短篇小说集《初刻拍案惊奇》和《二刻拍案惊奇》，並称为“三言二拍”。

## 版本和名称
《喻世明言》初版时名为《古今小说》，共四十卷，为天许斋刻本，该本并无注明作者，仅署“绿天馆主人评次”。后凌濛初《拍案惊奇序》中说:“独龙子犹氏所辑《喻世》等，颇存雅道，时著良规……”笑花主人在《今古奇观序》中说：“墨憨斋……所纂《喻世》、《警世》、《醒世》三言，极摹人情世态之歧……”这里的龙子犹、墨憨斋都是冯梦龙的别号，因此可知《古今小说》乃是冯梦龙所编纂。
《古今小说》天许斋刻本扉页上有题识，其中说到“本斋购得古今名人演义一百二十种，现已三分之一为初刻云”，而且在目录之前也有“古今小说一刻”的字样，说明《古今小说》最初计划为几本小说集的总书名。但该书二刻、三刻出版时都有了各自名称《警世通言》和《醒世恒言》，而一刻《古今小说》再版时标题改为《喻世明言》，因此《古今小说》如今只是《喻世明言》的别称。而该版《喻世明言》只有二十四卷，取《古今小说》二十一卷，以及《警世通言》中的一卷和《醒世恒言》中的两卷， 题有“可一居士评，墨浪主人校”，但其是何许人也，均不详。
今日所说的《喻世明言》指的是原《古今小说》四十卷本。今存版本，有藏于日本尊经阁的天许斋《古今小说》原刻本与藏于日本内阁文库的天许斋《古今小说》复刻本，但都残缺。现代的王古鲁对此两版本予以拍攝成膠卷，互相补充，拼成较完整的版本，1947年由商务印书馆涵芬楼根據膠卷排印成鉛印版，1955年文学古籍刊行社重印。1958年许政扬以重印本为底本，参考《清平山堂话本》和《今古奇观》加以修订，并删节了其所谓的“庸俗”和“低级趣味”的内容，由人民文学出版社出版新本。這個版本又被香港中華書局及台北里仁書局翻印。
1955年，现代的李田意至日本將《三言二拍》拍攝成膠卷，1958年臺北世界書局將《三言》的膠卷直接影印出版，三民書局據此出版鉛印本，沒有删节。

## 内容
《喻世明言》共有40卷，每卷为一篇短篇小说。故事产生的时代包括宋、元、明三代，其中多数为宋元旧作话本，例如“史弘肇龙虎君臣会”、“宋四公大闹禁魂张”；少数为明朝拟话本，例如“蒋兴哥重会珍珠衫”、“沈小霞相会出师表”。另外有些是明人对宋元旧作的改编加工，例如“新桥市韩五卖春情”、“闹阴司司马貌断狱”等。由于产生年代不同，因此在内容、手法、语言、风格等方面存在一定差异，但又因为属于同一个小说发展系统，其题材也都和城市生活联系密切，所以各篇之间还有很多共通之处。
《喻世明言》各篇小说多取材于现实生活，主题涵盖爱情、婚姻、朋友情义等。其中“金玉奴棒打薄情郎”谴责了负心男子对爱情的不忠；“蒋兴哥重会珍珠衫”描写了对失身妻子旧情难忘而破镜重圆；“羊角哀舍命全交”、“吴保安弃家赎友”、“范巨卿鸡黍死生交”等则歌颂了不计生死利害而忠于友情的精神；而“杨思温燕山逢故人”、“木绵庵郑虎臣报冤”、“杨八老越国奇逢”则触及了异族入侵、权臣误国等现实政治题材。 《喻世明言》还收录和改编了一些历史传奇故事，例如“晏平仲二桃殺三士”描写了春秋时期齐国晏婴的智慧，其南橘北枳、二桃杀三士的故事都是著名的历史典故。

## 章回目录
- 第一卷 蔣興哥重會珍珠衫
- 第二卷 陳御史巧勘金釵鈿
- 第三卷 新橋市韓五賣春情
- 第四卷 閒云年庵阮三冤債
- 第五卷 窮馬周遭際賣䭔媼
- 第六卷 葛令公生遣弄珠儿
- 第七卷 羊角哀舍命全交
- 第八卷 吳保安棄家贖友
- 第九卷 裴晉公義還原配
- 第十卷 膝大尹鬼斷家私
- 第十一卷 趙伯升茶肆遇仁宗
- 第十二卷 眾名姬春風吊柳七
- 第十三卷 張道陵七試趙升
- 第十四卷 陳希夷四辭朝命
- 第十五卷 史弘肇龍虎君臣會
- 第十六卷 范巨卿雞黍死生交
- 第十七卷 單符郎全州佳偶
- 第十八卷 楊八老越國奇逢
- 第十九卷 楊謙之客舫遇俠僧
- 第二十卷 陳從善梅岭失渾家
- 第二十一卷 臨安里錢婆留發跡
- 第二十二卷 木綿庵鄭虎臣報冤
- 第二十三卷 張舜美燈宵得麗女
- 第二十四卷 楊思溫燕山逢故人
- 第二十五卷 晏平仲二桃殺三士
- 第二十六卷 沈小官一鳥害七命
- 第二十七卷 金玉奴棒打薄情郎
- 第二十八卷 李秀卿義結黃貞女
- 第二十九卷 月明和尚度柳翠
- 第三十卷 明悟禪師赶五戒
- 第三十一卷 鬧陰司司馬貌斷獄
- 第三十二卷 游酆都胡母迪吟詩
- 第三十三卷 張古老种瓜娶文女
- 第三十四卷 李公子救蛇獲稱心
- 第三十五卷 簡帖僧巧騙皇甫妻
- 第三十六卷 宋四公大鬧禁魂張
- 第三十七卷 梁武帝累修成佛
- 第三十八卷 任孝子烈性為神
- 第三十九卷 汪信之一死救全家
- 第四十卷 沈小霞相會出師表